# Torneo de Seúl 2013
El KDB Korea Open 2013 es un torneo de tenis profesional jugado en canchas duras. Es la 10 ª edición del torneo que forma parte de la  WTA Tour 2013. Se llevará a cabo en Seúl, Corea entre el 16 y el 22 de septiembre de 2013.

## Cabeza de serie

### Individual
| Tenista                   | Ranking | Preclasificada |
| Agnieszka Radwańska       | 4       | 1              |
| Maria Kirilenko           | 20      | 2              |
| Anastasiya Pavliuchenkova | 33      | 3              |
| Klára Zakopalová          | 34      | 4              |
| Elina Svitolina           | 41      | 5              |
| Julia Görges              | 47      | 6              |
| Andrea Petkovic           | 50      | 7              |
| Annika Beck               | 51      | 8              |

### Dobles
| Tenista                                  | Ranking | Preclasificada |
| Shuko Aoyama Vera Dushevina              | 76      | 1              |
| Kimiko Date-Krumm Arantxa Parra Santonja | 91      | 2              |
| Anabel Medina Garrigues Klára Zakopalová | 108     | 3              |
| Irina-Camelia Begu Raluca Olaru          | 140     | 4              |

## Campeonas

### Individual Femenino
Agnieszka Radwańska venció a  Anastasiya Pavliuchenkova por 6-7(6), 6-3, 6-4

### Dobles Femenino
Chan Chin-wei /  Xu Yifan vencieron a  Raquel Kops-Jones /  Abigail Spears por 7-5, 6-3